# إيفرت جويل هال
إيفرت جويل هال (بالإنجليزية: Everett Joel Hall)‏ هو خبير بالمعادن ومهندس أمريكي، ولد في 1879، وتوفي في 1931.